# Biocentrismo
Il biocentrismo (dal greco βιος, bios, "vita"; e κέντρον, kentron, "centro") è una concezione filosofica apparsa negli anni 1970 secondo la quale l'uomo è solo uno degli innumerevoli elementi dell'universo, e quindi è tenuto a rispettare tutte le altre forme di vita e a vivere in armonia con animali e vegetali, il biocentrismo pretende rivendicare il valore primordiale della vita.
Propone che tutti gli esseri viventi abbiano lo stesso diritto a esistere, a svilupparsi e a esprimersi con autonomia. L'attività umana dovrà quindi cercare di causare il minore impatto possibile sopra altre specie e sopra il pianeta in sé. Date le sue caratteristiche, è una filosofia contraria al teocentrismo e all'antropocentrismo.
Il biocentrismo spiega che quello che percepiamo come realtà è un processo che esige la partecipazione della coscienza.
Fonda i suoi ideali nei concetti di interazione, la co-evoluzione, la complessità delle relazioni tra le specie, la non discriminazione, il contatto con gli animali, la cultura della vita, l'interazione dei sessi, la democrazia partecipativa, l'agricoltura ecologica e l'uso delle energie rinnovabili.

## I sette principi
Ecco i sette principi del Biocentrismo estratti dall'omonimo libro di Robert Lanza. 

### 1° Principio
Quello che noi percepiamo come realtà è un processo che coinvolge la nostra coscienza. Se esistesse una realtà esterna a noi stessi, dovrebbe trovarsi in uno spazio, ma lo spazio e il tempo non sono assoluti, sono solo strumenti usati dalle menti umane e animali.

### 2° Principio
Le nostre percezioni interne e esterne sono collegate in modo inestricabile. Sono come le due facce di una moneta, non possono essere separate.

### 3° Principio
Il comportamento delle particelle subatomiche, in realtà di tutte le particelle e oggetti che percepiamo, sono collegati in modo inestricabile, ad un osservatore.Senza la presenza di un osservatore cosciente, esiste solamente uno stato indeterminato di onde di probabilità.

### 4° Principio
Senza la coscienza la materia si trova in uno stato probabilistico non determinato. Se ci fosse stato un universo prima della coscienza, sarebbe stato un universo in uno stato potenziale.

### 5° Principio
La reale struttura dell'Universo è spiegabile solamente attraverso il Biocentrismo. L'universo è finemente accordato per la vita, e tutto torna perché è la vita che ha creato l'universo, non il contrario. L'Universo è semplicemente l’estensione della logica spazio-temporale del sé.

### 6° Principio
Il tempo non possiede una vera e propria esistenza al di fuori della percezione sensoriale animale. È il processo attraverso il quale percepiamo i cambiamenti nell'universo.

### 7° Principio
Lo spazio, come il tempo, non è un oggetto o una cosa. Lo spazio è un’altra modalità cognitiva animale e non possiede una realtà indipendente. Ci portiamo dietro spazio e tempo come fanno le tartarughe con il loro carapace. Pertanto, non esiste alcuna matrice auto-esistente in cui gli eventi si verificano indipendentemente dalla vita.

## Vedere anche
- Antropocentrismo
- Teocentrismo
- Veganismo
- Specismo